# Izoterma eksponencjalna
Izoterma eksponencjalna lub izoterma eksponencjalna Jarońca – izoterma adsorpcji na mikroporowatych ciałach stałych:
{\displaystyle \theta =\exp \left[-\sum _{j=1}^{k}B_{j}(RT)^{j}\ln ^{j}(p_{o}/p)\right]}
Jest to rozwinięcie w szereg potęgowy, ale nie adsorpcji czy adsorpcji względnej, lecz logarytmu adsorpcji względnej. Odpowiada to rozwinięciu w szereg potęgowy względem potencjału adsorpcyjnego – RT ln(p/po), a jednocześnie gwarantuje uzyskania poprawnego zachowania izotermy przy wysokich ciśnieniach bez względu na parametry dopasowania:
{\displaystyle \ln \theta =-\sum _{j=1}^{k}B_{j}(RT)^{j}\ln ^{j}(p_{o}/p)}
Jak łatwo zobaczyć, dla p≤po mamy lnθ≤0 a więc θ≤1.
Izoterma eksponencjalna jest elastyczna – może łatwo opisać układy adsorpcyjne o właściwościach pośrednich pomiędzy izotermą Freundlicha, DR czy izotermą DA o dowolnym wykładniku. Bardziej ogólnym równaniem izotermy jest całkowe równanie Stoeckliego, którego dodatkową zaletą jest prostsza interpretacja parametrów izotermy dzięki rozdzieleniu efektów związanych ze strukturą adsorbentu oraz tych związanych z samym modelem adsorpcji w mikroporach (zob. teoria objętościowego zapełniania mikroporów, TOZM).